# Parque do Rio Hudson

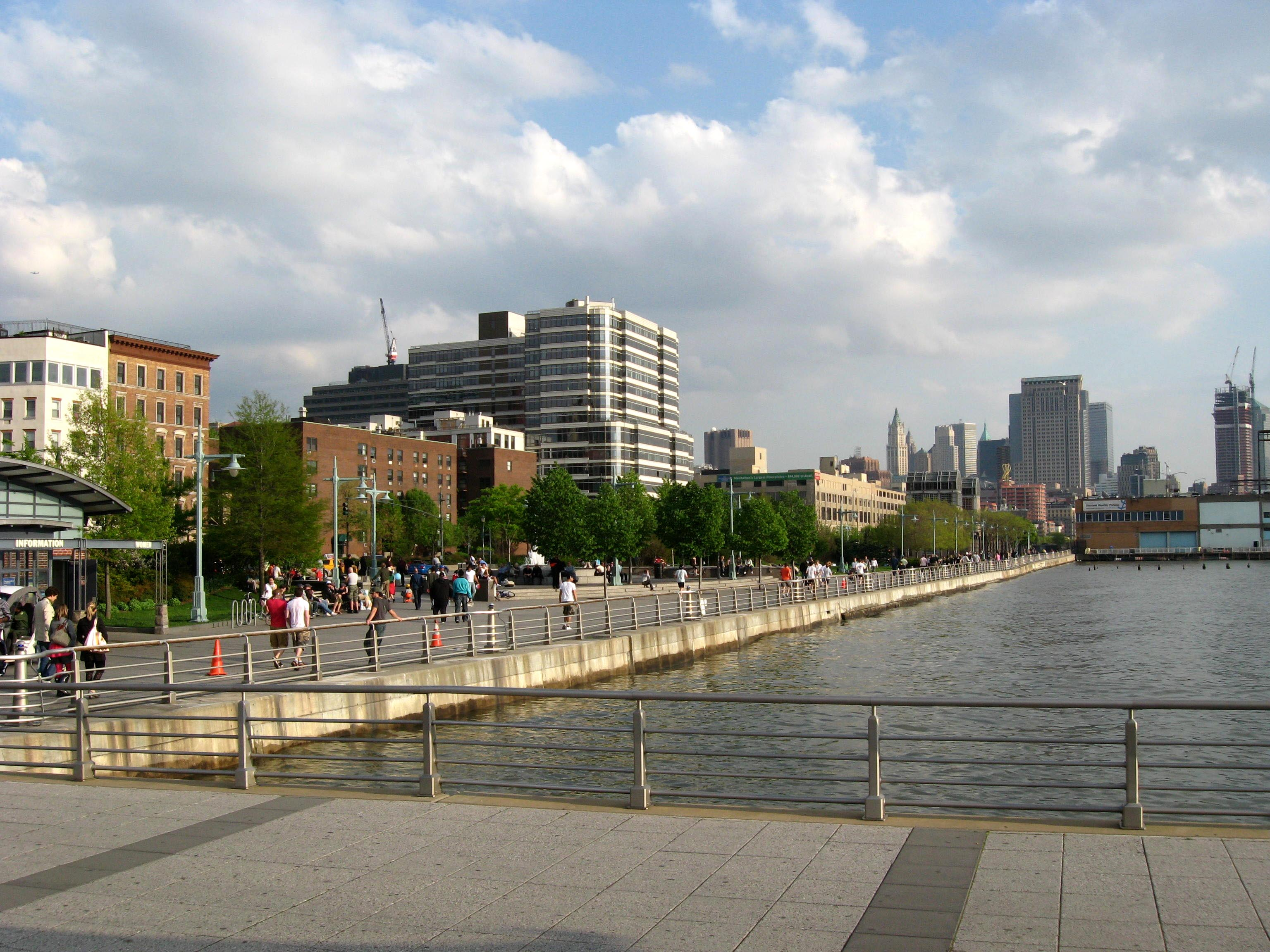
Parque do Rio Hudson.

Parque do Rio Hudson é um parque urbano no rio Hudson e é a parte da Greenway Waterfront de Manhattan que se estende desde 59th Street South até Battery Park, no borough Manhattan, em Nova York, Estados Unidos. O parque, que tem 2,2 km² de área, é uma colaboração em conjunto do estado e da cidade. Ele se estende a 7,2 km, tornando-se o segundo maior parque em Manhattan após o Central Park. Ele surgiu como parte do projeto de substituição da West Side Highway.